# Marissa Irvin
Marissa Irvin (née le 23 juin 1980 à Santa Monica, Californie) est une joueuse de tennis américaine, professionnelle de la fin des années 1990 à 2005.
Junior, elle s'est imposée en 1997 aux côtés d'Alexandra Stevenson en double filles à l'US Open.
En 2002, elle a battu Justine Henin (alors 7e mondiale) au 1er tour du Classic de Stanford : il s'agit de la plus belle victoire de sa carrière en simple. Trois fois de suite (2003-2005), elle a atteint le 3e tour à Roland-Garros.
Elle a joué son dernier match officiel à l'US Open en août 2005.
Marissa Irvin n'a remporté aucun titre WTA.

## Palmarès

### Titre en simple dames
Aucun

### Finale en simple dames
Aucune

### Titre en double dames
Aucun

### Finale en double dames
Aucune

## Parcours en Grand Chelem

### En simple dames
| Année | Open d'Australie | Open d'Australie | Internationaux de France | Internationaux de France | Wimbledon       | Wimbledon       | US Open         | US Open          |
| ----- | ---------------- | ---------------- | ------------------------ | ------------------------ | --------------- | --------------- | --------------- | ---------------- |
| 2000  | 2e tour (1/32)   | L. Davenport     | -                        | -                        | 1er tour (1/64) | Yayuk Basuki    | 2e tour (1/32)  | Allison Bradshaw |
| 2001  | 1er tour (1/64)  | Magüi Serna      | 2e tour (1/32)           | Jelena Dokić             | 1er tour (1/64) | F. Schiavone    | 1er tour (1/64) | Justine Henin    |
| 2002  | 1er tour (1/64)  | Tathiana Garbin  | 1er tour (1/64)          | J. Capriati              | 1er tour (1/64) | Meilen Tu       | 1er tour (1/64) | Martina Hingis   |
| 2003  | 1er tour (1/64)  | Eléni Daniilídou | 3e tour (1/16)           | Nadia Petrova            | 1er tour (1/64) | Marie Mikaelian | 1er tour (1/64) | Martina Suchá    |
| 2004  | -                | -                | 3e tour (1/16)           | L. Davenport             | 1er tour (1/64) | M. Shaughnessy  | 1er tour (1/64) | Amélie Mauresmo  |
| 2005  | 1er tour (1/64)  | Amy Frazier      | 3e tour (1/16)           | S. Kuznetsova            | 2e tour (1/32)  | Kim Clijsters   | 1er tour (1/64) | Aiko Nakamura    |

À droite du résultat, l’ultime adversaire.

### En double dames
| Année | Open d'Australie            | Open d'Australie        | Internationaux de France      | Internationaux de France    | Wimbledon                    | Wimbledon              | US Open                       | US Open                    |
| ----- | --------------------------- | ----------------------- | ----------------------------- | --------------------------- | ---------------------------- | ---------------------- | ----------------------------- | -------------------------- |
| 1997  | -                           | -                       | -                             | -                           | -                            | -                      | 1er tour (1/32) A. Stevenson  | K. Guse R. McQuillan       |
| 2000  | -                           | -                       | -                             | -                           | -                            | -                      | 2e tour (1/16) Meilen Tu      | Lisa Raymond Rennae Stubbs |
| 2001  | -                           | -                       | -                             | -                           | -                            | -                      | 3e tour (1/8) Dominikovic     | Cara Black Likhovtseva     |
| 2002  | 1er tour (1/32) Dominikovic | Silvia Farina B. Schett | 2e tour (1/16) Dominikovic    | Nicole Arendt Liezel Huber  | 1er tour (1/32) A. Stevenson | A. Coetzer Lori McNeil | 2e tour (1/16) A. Stevenson   | Nadia Petrova Nicole Pratt |
| 2003  | -                           | -                       | 1er tour (1/32) A. Harkleroad | Bianka Lamade M. Müller     | -                            | -                      | -                             | -                          |
| 2005  | -                           | -                       | 1er tour (1/32) L. Granville  | Anabel Medina Dinara Safina | -                            | -                      | 1er tour (1/32) Jamea Jackson | Chuang C.J. A. Morigami    |

Sous le résultat, la partenaire ; à droite, l’ultime équipe adverse.

### En double mixte
N'a jamais participé à un tableau final.

## Classements WTA

### Classements en simple en fin de saison
| Année | 1996 | 1997 | 1998 | 1999 | 2000 | 2001 | 2002 | 2003 | 2004 | 2005 |
| Rang  | 976  | 687  | 403  | 131  | 92   | 64   | 85   | 123  | 72   | 133  |

Source : (en) « Classements de Marissa Irvin », sur le site officiel du WTA Tour

### Classements en double en fin de saison
| Année | 1997 | 1998 | 1999 | 2000 | 2001 | 2002 | 2003 |
| Rang  | 827  | 100  | 100  | 100  | 100  | 168  | 167  |

Source : (en) « Classements de Marissa Irvin », sur le site officiel du WTA Tour